# La chula de Pontevedra
La chula de Pontevedra es un sainete en dos actos, divididos en un prólogo y cinco cuadros, con libreto de Enrique Paradas y Joaquín Jiménez, y música del maestro Pablo Luna en colaboración con Enrique Bru. Se estrenó con gran éxito, en el Teatro Apolo de Madrid, el 27 de enero de 1928.

## Comentario
Es una obra en la que se puede encontrar toda la gracia del sainete madrileño, remozada con personajes traídos de la Galicia rural que tanto habían hecho las delicias en los escenarios madrileños desde finales del siglo XIX. Los autores Enrique Paradas y Joaquín Jiménez, juegan con esos elementos clásicos para crear personajes muy logrados como el de Rosiña o el de Salmonete.
En el apartado musical, la partitura es un alarde de ligereza y gracia, donde ambos autores usan todos sus conocimientos, creando grandes páginas como el dúo entre Carmen y Manolo, de gran intensidad dramática o los momentos cómicos de la obra, como el pasacalle de la chula madrileña, o el terceto cómico de Rosiña, Salmonete y Piñeiro, en donde combinan con sabio humorismo el chotis con el tiempo de muñeira.

## Argumento
La acción transcurre en Madrid, en la época contemporánea del estreno (1928)

### Acto primero

#### Cuadro primero
En un poblado a las afueras de Madrid, Don Gervasio, un sereno de origen gallego, se dirige a su hogar para ver a su mujer. Tras conversar con los vecinos, entra y descubre que ésta se ha escapado. La busca por todas partes y comenta su mala suerte al emparejarse con ella, puesto que era una mujer de la calle que él recogió hace muchos años. Al comentar esto, no se da cuenta de que su mujer ha estado oyéndolo todo desde la casa de enfrente. Rita, la mujer de Gervasio, hace acto de presencia y discute acaloradamente con él, pero logra convencerla de que entre en casa y hacen las paces.
Aparecen el Padre Negreira, un cura gallego, acompañado de Rosiña , sobrina de D. Gervasio, buscándolo. Tras encontrarlo, le explica el motivo de la visita de su sobrina que no es otro que el de buscar un trabajo para poder ayudar a su madre. El padre Negreira aprovecha para sondear en la vida de Gervasio, descubriendo que no está casado. Escandalizado le pregunta el motivo y éste contesta que es económico, por lo que el cura le adelanta dinero para que puedan casarse lo más pronto posible.

#### Cuadro segundo
En una pescadería céntrica, trabaja Rosiña, acompañada de Salmonete, un joven aprendiz de pescadero, los cuales hacen las delicias de la clientela con sus comentarios y cantos.
Manolo, el encargado de la tienda, no soporta la animación de Rosiña y la trata con malos modos. Rosiña se ha percatado que en la casa suceden cosas raras entre Manolo y la mujer del dueño, Carmen, cosa que está dispuesta a averiguar pronto. 
Por la tienda entra Piñeiro, un ayudante militar gallego, el cual asedia a Rosiña y rivaliza con Salmonete por el cariño de ella. Tras preguntarle, ella despacha a ambos, contestando que no está intersada por ninguno de los dos.
El Padre Negreira, realiza una visita a la pescadería, para saludar a su dueño, Don Mariano, y ver como va Rosiña en el negocio. En un aparte, Mariano le confiesa que se siente preocupado con su matrimonio, puesto que ve que Carmen se encuentra algo triste y despegada, cosa que el padre le quita preocupación.
Manolo manda a Rosiña adentro de la tienda, y queda a solas con Carmen, a la que confesa su afecto, que ella rechaza con frialdad. Él no se da por vencido y la asedia. Rosiña, que ha contemplado toda la escena, da la voz de alarma, alertando a todos los de la casa.
Al llegar todos, ven a Rosiña empuñando un cuchillo contra Manolo. La interrogan y ella contesta que ha sido debido a que Manolo ha tratado de propasarse. Tras pasar todo, Salmonete pregunta sobre si eso es cierto, Rosiña responde que es solo un ardid para averiguar lo que ocurre en esta casa, causando la admiración y el afecto de Salmonete.

### Acto segundo

#### Cuadro primero.
En una dependencia de la pescadería, Rosiña dicta una carta a Salmonete, el cual aprovecha para preguntar sobre sus sentimientos hacia él. Al final logra declararse y ella consiente el ser novios.
Mariano va al mercado, preocupado por su mujer, la cual se muestra muy miedosa de quedarse sola. Carmen queda sola y aparece Manolo, la trata de convencer de que huya con él esta noche, preparando un atillo con varias cosas. Carmen, indecisa, va a preparar el equipaje.
Llegan de visita Gervasio con el Padre Negreira, para ver como va Rosiña con su nueva vida en Madrid. Ella demuestra su alegría y lo rápido que se ha adaptado. Tras marcharse la visita, aprovecha para decir a Salmonete que se esconda en algún lado, pues sospecha que va a pasar algo grave. 
Rosiña sorprende a Carmen con un atillo de ropa y dinero. Forcejea con ella e intenta hacerla entrar en razón sobre su fuga, da la voz de alarma y todos entran en la sala, viendo la escena. Interrogan a Rosiña el porqué de su actitud, ella responde que había intentado robar a su dueña, provocando la sorpresa de todos, siendo despedida en ese mismo instante por Mariano.

#### Cuadro segundo
En una calle de Madrid, Gervasio anda haciendo la ronda, sin saber nada sobre lo ocurrido. Aparece Rosiña, cansada y triste, buscando a su tío, al que no ve en ninguna parte. Se sienta en la puerta de una taberna, para esperarlo, cayendo rendida del cansancio. Comienza a soñar que esta otra vez en su tierra, en una de sus romerías.
Gervasio al verla, la despierta y le pregunta la razón de estar ahí. Ella contesta que la han echado de la pescadería. Llega corriendo Salmonete, buscando a Rosiña. Él también ha sido despedido de la pescadería al defenderla de la acusación de robo que le han hecho. Rosiña, ante la prueba de lealtad y cariño, responde dándole un gran abrazo y declarándole su afecto.

#### Cuadro tercero
En el patio de la casa de Gervasio, se celebra su boda con Rita. A ella asisten todos los vecinos que bailan, y beben animadamente. Aparecen el Padre Negreira y D. Mariano para felicitar a la pareja, y aclarar con Rosiña algunas cosas.
Rosiña se resiste a hacer caso a Don Mariano, el cual le enseña una carta en la que Manolo se declara autor de todo y pide disculpas a Rosiña. Ambos vuelven a ser admitidos en la pescadería. Concluye la obra con la felicidad de Rosiña y Salmonete, y su futuro.

## Números musicales
- Acto primero[2]

- - Preludio (orquesta)

- Cuadro primero

- - Tiempo de bolero (orquesta)

- Cuadro segundo

- - Introducción y coplas de Rosiña: "La casa de Teresiña"

- - Terceto Cómico: "Desengañate Rosiña"

- - Duo de Carmen y Manolo: "Cuando la miro a la cara"

- - Final del acto primero

- Acto segundo

- Cuadro primero

- - Pasacalle: "Soy la chula madrileña"

- Cuadro segundo

- - Romería gallega: "Non che canto por cantare"

- Cuadro tercero

- - Pascalle y tabaquillo: "Antes me marcaba a izquierdas"